# Mound (Minnesota)
Mound város az USA Minnesota államában, Hennepin megyében. Lakosainak száma 9398 fő (2020. április 1.).

## Népesség
A település népességének változása:
| Lakosok száma | 393  | 9052 | 9398 |
|               | 1920 | 2010 | 2020 |